# 1855 год в науке
В 1855 году были различные научные и технологические события, некоторые из которых представлены ниже.

## События
- 27 января — Панамская железная дорога стала первой соединяющей Атлантический и Тихий океаны.
- Отец и сын — Георг и Эдвард Шутц из Стокгольма, на основе работ Чарльза Бэббиджа построили первый механический компьютер.
- Оснащение Н. И. Путиловым флотилии русских винтовых канонерских лодок, предназначенных для плавания в Финском заливе, паровыми машинами и котлами, изготовленными в механических мастерских Санкт-Петербурга с использованием методов сетевого планирования.

## Родились
- 5 января — Кинг Кемп Жиллетт — американский изобретатель (ум. в 1932)
- 17 апреля — Семён Афанасьевич Венгеров, русский историк литературы, библиограф, редактор и критик (ум. в 1920).
- 27 октября — Иван Владимирович Мичурин, русский биолог и селекционер, автор многих сортов плодово-ягодных культур (ум. в 1935).

## Скончались
- 23 февраля — Карл Фридрих Гаусс, немецкий математик, астроном и физик, считающийся одним из величайших математиков всех времён (род. 1777).
- 8 июля — Вильям Парри, исследователь Арктики, почётный член Петербургской академии наук (1826).
- 11 ноября — Кьеркегор, Сёрен, датский философ.